# Małgorzata Dydek
 Małgorzata Dydek  (Warschau, 28 april 1974 – Brisbane, 27 mei 2011), ook bekend als Margo Dydek, was de langste vrouw van Europa. Als Dydek rechtop stond was zij 218 cm lang. Ze overleed in 2011 aan de gevolgen van een hartstilstand.

## Basketbal
Dydek was een internationaal basketbalspeelster. Tijdens de Olympische Spelen in Sydney werd zij uitgeroepen tot de beste basketbalspeelster van het toernooi. Ze heeft gespeeld voor:
- Olimpia Poznań
- US Valenciennes-Orchies
- Pool Getafe
- Fota Porta Gdynia
- UMMC Jekaterinenburg
- Utah Starzz/San Antonio Silver Stars (WNBA)
- Connecticut Sun (WNBA)
- Los Angeles Sparks (WNBA)

## Trivia
- In 2003 kwam zij naar Den Haag om het eerste rondvaartseizoen van de Ooievaart te openen.